# Siphonogorgia asperula
Siphonogorgia asperula is een zachte koraalsoort uit de familie Nidaliidae. De koraalsoort komt uit het geslacht Siphonogorgia. Siphonogorgia asperula werd in 1909 voor het eerst wetenschappelijk beschreven door Thomson & Simpson. 